# برج کرخانه
برج کرخانه مربوط به دوره افشار است و در ندوشن، محله کرخانه واقع شده و این اثر در تاریخ ۱۱ مرداد ۱۳۸۴ با شمارهٔ ثبت ۱۲۳۷۰ به‌عنوان یکی از آثار ملی ایران به ثبت رسیده است.